# دمیتری توربینسکی
دمیتری توربینسکی (روسی: Дмитрий Евгеньевич Торбинский؛ زادهٔ ۲۸ آوریل ۱۹۸۴) یک بازیکن فوتبال اهل روسیه است.
از باشگاه‌هایی که در آن بازی کرده‌است می‌توان به لوکوموتیو مسکو، اسپارتاک مسکو، روبین کازان، روستوف و کراسنودار اشاره کرد.
وی همچنین در تیم ملی فوتبال روسیه بازی کرده‌است.